# Чернокорень приятный
Циноглоссум приятный (лат. Cynoglossum amabile) — травянистое растение, вид рода Чернокорень (Cynoglossum) семейства Бурачниковые (Boraginaceae), растёт в умеренных и тропических зонах Азии: Китае и Бутане.
Данное растение часто используется как декоративный цветок в садах.
Циноглоссум приятный содержит канцерогенные пирролизидиновые алкалоиды.